# Angelo Candolini
Angelo Candolini (Udine, 15 marzo 1928 – Udine, 2 ottobre 1985) è stato un politico italiano.

## Biografia
Nato a Udine nel 1928, conseguì la laurea in giurisprudenza all'Università Cattolica  di Milano nel 1951, il che gli permise iniziare la professione nello studio legale del padre Agostino nel capoluogo del Friuli. 
Il padre avv. Agostino Candolini fu il primo Presidente della Provincia di Udine e fondatore della distilleria Candolini di Tarcento (UD), poi trasferita in Gorizia, della quale ancora sopravvive il marchio, in quanto la fabbrica fu acquistata dalla bolognese Buton nel 1983 ed è ancora simbolo di una produzione di grappa.
Nel 1964 fu eletto nel consiglio comunale, nel 1970 ne fu capogruppo per la Democrazia Cristiana per poi assumere, nel 1975, la carica di sindaco, sempre per la Democrazia Cristiana, restando primo cittadino sino alla morte, che lo colse dieci anni dopo, al termine delle trattative con l'allora P.S.I. per la formazione della nuova giunta, che avrebbe dovuto guidare lui. La causa del decesso fu un infarto.alle ore 06,15 del 02 ottobre 1985.
Angelo Candolini fu sindaco "manager" che considerava l'amministrazione di un comune capoluogo di provincia alla stessa stregue della amministrazione di un'azienda ed in questo fu un precursore.
Si segnalano come eventi significativi avvenuti durante il suo mandato il terremoto del Friuli del 1976,  l'istituzione dell'università e del conservatorio e la costruzione dello Stadio Friuli., Infine il progetto sviluppato insieme all'amico Giovanni Gasparini, politico udinese, di Udine città metropolitana che, attraverso i servizi dell'AMGA (gas, acqua e pubblica illuminazione) e della ATM (trasporti urbani) avrebbe potuto servire un bacino di oltre 170.000 abitanti. Tale progetto, già definito in tutti i suoi aspetti, ebbe fine con la repentina morte di Angelo Candolini. 
Fu proprio lo stesso Gasparini ad essere incaricato dall'allora Presidente della Giunta Regionale del FVG ed a capo del gruppo moroteo in quella regione di individuare all'interno del gruppo moroteo in consiglio comunale il successore, compito molto arduo poiché Angelo Candolini, sindaco imprenditore -sua la distilleria Candolini molto nota per la produzione di grappa ereditata dal padre Agostino- non amava circondarsi di collaboratori che potessero condizionare le sue scelte sul futuro del territorio del Comune di Udine, tant'é che, nonostante la conclamata amicizia, nel corso della sua amministrazione di Udine vi furono molti diverbi con lo stesso Gasparini che aveva il compito di coordinare il gruppo motoreo in Uddine e provincia per le scelte di politica amministrativa. Infatti occorsero quasi due mesi per reperire un successore che avesse l'intelligenza politica e le capacità gestionali del Candolini e fu per nulla facile. Alla fine la scelta cadde sull'Onorevole avvocato Pier Giorgio Bressani, più volte Sottosegretario di Stato in diversi governi e che, al momento, rivestiva proprio quella carica e quella di capogruppo DC in consiglio comunale. 
Dovendo, per i noti motivi di incompatibilità tra la carica di parlamentare e quella di sindaco di capoluogo di provincia, il Bressani optare entro 90 giorni o per l'una carica o per l'altra, gli fu promesso un seggio al CSM alla scadenza del mandato, scelta congrua con le sue ottime capacità legislative che, nel tempo, lo avevano portato ad essere punto di riferimento per tutto il Parlamento. 
Purtroppo Pier Giorgio Bressani tanto era stato capace in Parlamento, quanto fu poco capace nelle vesti di Sindaco di Udine, città che subì uno spaventoso declino che continuò anche sotto l'egida del suo successore, il socialista Zanfagnini e non ebbe più termine, perdendo così il riferimento politico in periferia.